# آيت إيشوا وعلي (إحضران)
آيت إيشوا وعلي هو دُوَّار يقع بجماعة عين اللوح، إقليم إفران، جهة فاس مكناس في المملكة المغربية. ينتمي الدوّار لمشيخة إحضران التي تضم 5 دواوير. يقدر عدد سكانه بـ 662 نسمة حسب الإحصاء الرسمي للسكان والسكنى لسنة 2004.

## وصلات خارجية
- البوابة الوطنية للجماعات الترابية
- المندوبية السامية للتخطيط